# Fed Cup 2019 – baráž Světové skupiny
Baráž Světové skupiny Fed Cupu 2019 představovala čtyři mezistátní zápasy, které se hrály mezi 20. a 21. dubnem 2019. V rámci Fed Cupu 2019 se v nich utkali čtyři poražení z 1. kola světové skupiny – Belgie, Česko, Německo a Spojené státy, se čtyřmi vítěznými družstvy z druhé světové skupiny – Kanadou, Lotyšskem, Španělskem a Švýcarskem . Podle aktuálního žebříčku ITF byly 11. února 2019 čtyři nejvýše klasifikované týmy nasazeny.

## Účastníci
| Účastníci světové baráže | Účastníci světové baráže | Účastníci světové baráže | Účastníci světové baráže |
| Belgie                   | Česko                    | Kanada                   | Lotyšsko                 |
| Německo                  | Spojené státy            | Španělsko                | Švýcarsko                |
| ------------------------ | ------------------------ | ------------------------ | ------------------------ |

Nasazené týmy
1. Česko (výhra)
2. Spojené státy (výhra)
3. Německo (výhra)
4. Belgie (prohra)

## Barážové zápasy

### Česko vs. Kanada
| Národní tenisové centrum, Prostějov, Česko 20.–21. dubna 2019 antuka (hala) | |                                                                            |      |     |    |            |
| \| 1. \| \| Karolína Muchová Rebecca Marinová \| 6 3 \| 6 0 \| \| \| \| 2. \| \| Markéta Vondroušová Leylah Annie Fernandezová \| 6 4 \| 6 1 \| \| \| \| 3. \| \| Markéta Vondroušová Rebecca Marinová \| 6 3 \| 6 4 \| \| \| \| 4. \| \| Karolína Muchová Leylah Annie Fernandezová \| \| \| \| nehrálo se \| \| 5. \| \| Barbora Krejčíková / Lucie Šafářová Gabriela Dabrowská / Sharon Fichmanová \| 7 64 \| 7 5 \| \| \| \| Nominace \| \| \| \| \| \| \| \| \| Česko: Markéta Vondroušová (47./97.), Karolína Muchová (106./724.), Marie Bouzková (115./355.), Lucie Šafářová (133./93.), Barbora Krejčíková (157./2.), nehrající kapitán Petr Pála \| \| \| \| \| \| \| \| Kanada: Rebecca Marinová (184./498.), Leylah Annie Fernandezová (376./808.), Gabriela Dabrowská (392./15.), Sharon Fichmanová (—/192.), nehrající kapitánka Heidi El Tabakhová \| \| \| \| \| \| \| Podrobnosti \| \| \| \| \| \| \| \| \| Poměr vzájemných střetnutí mezi Českou republikou a Kanadou před baráží činil 6:0. Tři nejvýše postavené Češky, dvě členky první světové pětky Petra Kvitová s Karolínu Plíškovou a deblová světová jednička Kateřina Siniaková, účast odřekly.[3] V kanadské výpravě absentovaly první dvě singlistky, světová třiadvacítka Bianca Andreescuová a osmdesátá první hráčka žebříčku Eugenie Bouchardová. První deblovou výhrou v soutěži se Lucie Šafářová rozloučila s patnáct let trvající fedcupovou kariérou. \| \| \| \| \| \| | |                                                                            |      |     |    |            |
| | |                                                                            | 1.   | 2.  | 3. |            |
| 1. | | Karolína Muchová Rebecca Marinová                                          | 6 3  | 6 0 |    |            |
| 2. | | Markéta Vondroušová Leylah Annie Fernandezová                              | 6 4  | 6 1 |    |            |
| 3. | | Markéta Vondroušová Rebecca Marinová                                       | 6 3  | 6 4 |    |            |
| 4. | | Karolína Muchová Leylah Annie Fernandezová                                 |      |     |    | nehrálo se |
| 5. | | Barbora Krejčíková / Lucie Šafářová Gabriela Dabrowská / Sharon Fichmanová | 7 64 | 7 5 |    |            |
| Nominace | |                                                                            |      |     |    |            |
| | Česko: Markéta Vondroušová (47./97.), Karolína Muchová (106./724.), Marie Bouzková (115./355.), Lucie Šafářová (133./93.), Barbora Krejčíková (157./2.), nehrající kapitán Petr Pála |                                                                            |      |     |    |            |
| | Kanada: Rebecca Marinová (184./498.), Leylah Annie Fernandezová (376./808.), Gabriela Dabrowská (392./15.), Sharon Fichmanová (—/192.), nehrající kapitánka Heidi El Tabakhová |                                                                            |      |     |    |            |
| Podrobnosti | |                                                                            |      |     |    |            |
| | Poměr vzájemných střetnutí mezi Českou republikou a Kanadou před baráží činil 6:0. Tři nejvýše postavené Češky, dvě členky první světové pětky Petra Kvitová s Karolínu Plíškovou a deblová světová jednička Kateřina Siniaková, účast odřekly. V kanadské výpravě absentovaly první dvě singlistky, světová třiadvacítka Bianca Andreescuová a osmdesátá první hráčka žebříčku Eugenie Bouchardová. První deblovou výhrou v soutěži se Lucie Šafářová rozloučila s patnáct let trvající fedcupovou kariérou. |                                                                            |      |     |    |            |

### Spojené státy americké vs. Švýcarsko
| Freeman Coliseum, San Antonio, Spojené státy americké 20.–21. dubna 2019 tvrdý – Laykold MF4 (hala) | |                                                                           |     |      |    |  |
| \| 1. \| \| Madison Keysová Viktorija Golubicová \| 2 6 \| 3 6 \| \| \| \| 2. \| \| Sloane Stephensová Timea Bacsinszká \| 6 4 \| 6 3 \| \| \| \| 3. \| \| Sloane Stephensová Viktorija Golubicová \| 6 3 \| 6 2 \| \| \| \| 4. \| \| Sofia Keninová Timea Bacsinszká \| 6 3 \| 7 64 \| \| \| \| 5. \| \| Jennifer Bradyová / Jessica Pegulaová Ylena In-Albonová / Conny Perrinová \| 5 7 \| 2 6 \| \| \| \| Nominace \| \| \| \| \| \| \| \| \| Spojené státy americké: Sloane Stephensová (8./327.), Madison Keysová (14./470.), Sofia Keninová (36./104.), Jessica Pegulaová (78./151.), Jennifer Bradyová (82./48.), nehrající kapitánka Kathy Rinaldiová \| \| \| \| \| \| \| \| Švýcarsko: Viktorija Golubicová (80./188.), Timea Bacsinszká (111./100.), Conny Perrinová (143./267.), Ylena In-Albonová (182./338.), nehrající kapitán Heinz Günthardt \| \| \| \| \| \| \| Podrobnosti \| \| \| \| \| \| \| \| \| Poměr vzájemných střetnutí mezi Spojenými státy a Švýcarskem před baráží činil 8:0. \| \| \| \| \| \| | |                                                                           |     |      |    |  |
| | |                                                                           | 1.  | 2.   | 3. |  |
| 1. | | Madison Keysová Viktorija Golubicová                                      | 2 6 | 3 6  |    |  |
| 2. | | Sloane Stephensová Timea Bacsinszká                                       | 6 4 | 6 3  |    |  |
| 3. | | Sloane Stephensová Viktorija Golubicová                                   | 6 3 | 6 2  |    |  |
| 4. | | Sofia Keninová Timea Bacsinszká                                           | 6 3 | 7 64 |    |  |
| 5. | | Jennifer Bradyová / Jessica Pegulaová Ylena In-Albonová / Conny Perrinová | 5 7 | 2 6  |    |  |
| Nominace | |                                                                           |     |      |    |  |
| | Spojené státy americké: Sloane Stephensová (8./327.), Madison Keysová (14./470.), Sofia Keninová (36./104.), Jessica Pegulaová (78./151.), Jennifer Bradyová (82./48.), nehrající kapitánka Kathy Rinaldiová |                                                                           |     |      |    |  |
| | Švýcarsko: Viktorija Golubicová (80./188.), Timea Bacsinszká (111./100.), Conny Perrinová (143./267.), Ylena In-Albonová (182./338.), nehrající kapitán Heinz Günthardt                                      |                                                                           |     |      |    |  |
| Podrobnosti | |                                                                           |     |      |    |  |
| | Poměr vzájemných střetnutí mezi Spojenými státy a Švýcarskem před baráží činil 8:0. |                                                                           |     |      |    |  |

### Lotyšsko vs. Německo
| Arēna Rīga, Riga, Lotyšsko 19.–20. dubna 2019 tvrdý – Rebound Ace Synpave (hala) | |                                                                                     |     |     |     |            |
| \| 1. \| \| Jeļena Ostapenková Andrea Petkovicová \| 5 7 \| 4 6 \| \| \| \| 2. \| \| Diāna Marcinkēvičová Julia Görgesová \| 4 6 \| 6 4 \| 1 6 \| \| \| 3. \| \| Jeļena Ostapenková Mona Barthelová \| 4 6 \| 3 6 \| \| \| \| 4. \| \| Diāna Marcinkevičová Andrea Petkovicová \| \| \| \| nehrálo se \| \| 5. \| \| Jeļena Ostapenková / Daniela Vismaneová Anna-Lena Grönefeldová / Andrea Petkovicová \| 6 1 \| 6 3 \| \| \| \| Nominace \| \| \| \| \| \| \| \| \| Lotyšsko: Anastasija Sevastovová (13./63.), Jeļena Ostapenková (29./53.), Diāna Marcinkēvičová (267./252.), Daniela Vismaneová (645./891.), Patricija Spaková (—/—), nehrající kapitán Adrians Zguns \| \| \| \| \| \| \| \| Německo: Angelique Kerberová (5./—), Julia Görgesová (17./175.), Andrea Petkovicová (71./309.), Mona Barthelová (90./182.), Anna-Lena Grönefeldová (—/26.), nehrající kapitán Jens Gerlach \| \| \| \| \| \| \| Podrobnosti \| \| \| \| \| \| \| \| \| Lotyšsko se s Německe před baráží nikdy neutkaly. Jedničky týmů do utkání nezasáhnou. Lotyška Anastasija Sevastovová se omluvila pro zranění a Němka Angelique Kerberová pro chřipku.[6] \| \| \| \| \| \| | |                                                                                     |     |     |     |            |
| | |                                                                                     | 1.  | 2.  | 3.  |            |
| 1. | | Jeļena Ostapenková Andrea Petkovicová                                               | 5 7 | 4 6 |     |            |
| 2. | | Diāna Marcinkēvičová Julia Görgesová                                                | 4 6 | 6 4 | 1 6 |            |
| 3. | | Jeļena Ostapenková Mona Barthelová                                                  | 4 6 | 3 6 |     |            |
| 4. | | Diāna Marcinkevičová Andrea Petkovicová                                             |     |     |     | nehrálo se |
| 5. | | Jeļena Ostapenková / Daniela Vismaneová Anna-Lena Grönefeldová / Andrea Petkovicová | 6 1 | 6 3 |     |            |
| Nominace | |                                                                                     |     |     |     |            |
| | Lotyšsko: Anastasija Sevastovová (13./63.), Jeļena Ostapenková (29./53.), Diāna Marcinkēvičová (267./252.), Daniela Vismaneová (645./891.), Patricija Spaková (—/—), nehrající kapitán Adrians Zguns |                                                                                     |     |     |     |            |
| | Německo: Angelique Kerberová (5./—), Julia Görgesová (17./175.), Andrea Petkovicová (71./309.), Mona Barthelová (90./182.), Anna-Lena Grönefeldová (—/26.), nehrající kapitán Jens Gerlach           |                                                                                     |     |     |     |            |
| Podrobnosti | |                                                                                     |     |     |     |            |
| | Lotyšsko se s Německe před baráží nikdy neutkaly. Jedničky týmů do utkání nezasáhnou. Lotyška Anastasija Sevastovová se omluvila pro zranění a Němka Angelique Kerberová pro chřipku.                |                                                                                     |     |     |     |            |

### Belgie vs. Španělsko
| Lange Munte Kortrijk, Kortrijk, Belgie 20.–21. dubna 2019 tvrdý – Rebound Ace Synpave (hala) | |                                                                                              |      |     |     |  |
| \| 1. \| \| Kirsten Flipkensová Garbiñe Muguruzaová \| 6 3 \| 4 6 \| 6 4 \| \| \| 2. \| \| Alison Van Uytvancková Carla Suárezová Navarrová \| 3 6 \| 2 6 \| \| \| \| 3. \| \| Ysaline Bonaventureová Garbiñe Muguruzaová \| 6 4 \| 0 6 \| 6 4 \| \| \| 4. \| \| Yanina Wickmayerová Carla Suárezová Navarrová \| 2 6 \| 1 6 \| \| \| \| 5. \| \| Ysaline Bonaventureová / Kirsten Flipkensová Garbiñe Muguruzaová / Carla Suárezová Navarrová \| 64 7 \| 6 2 \| 2 6 \| \| \| Nominace \| \| \| \| \| \| \| \| \| Belgie: Alison Van Uytvancková (52./146.), Kirsten Flipkensová (59./36.), Ysaline Bonaventureová (122./226.), Yanina Wickmayerová (127./144.), nehrající kapitán Johan Van Herck \| \| \| \| \| \| \| \| Španělsko: Garbiñe Muguruzaová (19./308.), Carla Suárezová Navarrová (27./887.), Aliona Bolsovová (139./392.), Georgina Garcíaová Pérezová (184./114.), María José Martínezová Sánchezová (—/19.), nehrající kapitánka Anabel Medinaová Garriguesová \| \| \| \| \| \| \| Podrobnosti \| \| \| \| \| \| \| \| \| Poměr vzájemných střetnutí mezi Belgií a Španělskem před baráží činil 3:4. \| \| \| \| \| \| | |                                                                                              |      |     |     |  |
| | |                                                                                              | 1.   | 2.  | 3.  |  |
| 1. | | Kirsten Flipkensová Garbiñe Muguruzaová                                                      | 6 3  | 4 6 | 6 4 |  |
| 2. | | Alison Van Uytvancková Carla Suárezová Navarrová                                             | 3 6  | 2 6 |     |  |
| 3. | | Ysaline Bonaventureová Garbiñe Muguruzaová                                                   | 6 4  | 0 6 | 6 4 |  |
| 4. | | Yanina Wickmayerová Carla Suárezová Navarrová                                                | 2 6  | 1 6 |     |  |
| 5. | | Ysaline Bonaventureová / Kirsten Flipkensová Garbiñe Muguruzaová / Carla Suárezová Navarrová | 64 7 | 6 2 | 2 6 |  |
| Nominace | |                                                                                              |      |     |     |  |
| | Belgie: Alison Van Uytvancková (52./146.), Kirsten Flipkensová (59./36.), Ysaline Bonaventureová (122./226.), Yanina Wickmayerová (127./144.), nehrající kapitán Johan Van Herck                                                                     |                                                                                              |      |     |     |  |
| | Španělsko: Garbiñe Muguruzaová (19./308.), Carla Suárezová Navarrová (27./887.), Aliona Bolsovová (139./392.), Georgina Garcíaová Pérezová (184./114.), María José Martínezová Sánchezová (—/19.), nehrající kapitánka Anabel Medinaová Garriguesová |                                                                                              |      |     |     |  |
| Podrobnosti | |                                                                                              |      |     |     |  |
| | Poměr vzájemných střetnutí mezi Belgií a Španělskem před baráží činil 3:4. |                                                                                              |      |     |     |  |